# Jonathan Rowson
Jonathan Rowson est un joueur d'échecs et un auteur de livres sur les échecs écossais né le 18 avril 1977 à Aberdeen.

## Biographie et carrière
Grand maître international depuis 1999, Rowson a remporté trois fois le championnat d'échecs de Grande-Bretagne (en 2004, 2005 et 2006) ainsi que le championnat d'Écosse (en 1999, 2001 et 2004). Il fut vice-champion d'Europe junior en 1995 (moins de 18 ans) et 1997 (moins de 20 ans) et gagna le championnat open du Canada en 2000, le World Open de Philadelphie en 2002, le tournoi de Hastings 2003-2004 (ex æquo avec Vassílios Kotroniás) et l'open de Capo d'Orso en 2008.
Au 1er décembre 2015, Jonathan Rowson est le numéro 1 écossais et le 391e joueur mondial avec un classement Elo de 2 569.
Il a représenté l'Écosse lors de six olympiades : au troisième échiquier en 1996, puis au premier échiquier (en 2000, 2002, 2004, 2006 et 2008).

## Publications
Rowson est l'auteur de livres sur les échecs :
- (en) Understanding the Grünfeld, Gambit, 1998
- (en) The Seven Deadly Chess Sins, Gambit, 2000
- (en) Chess for Zebras, Gambit, 2005